# Viktor Kopal

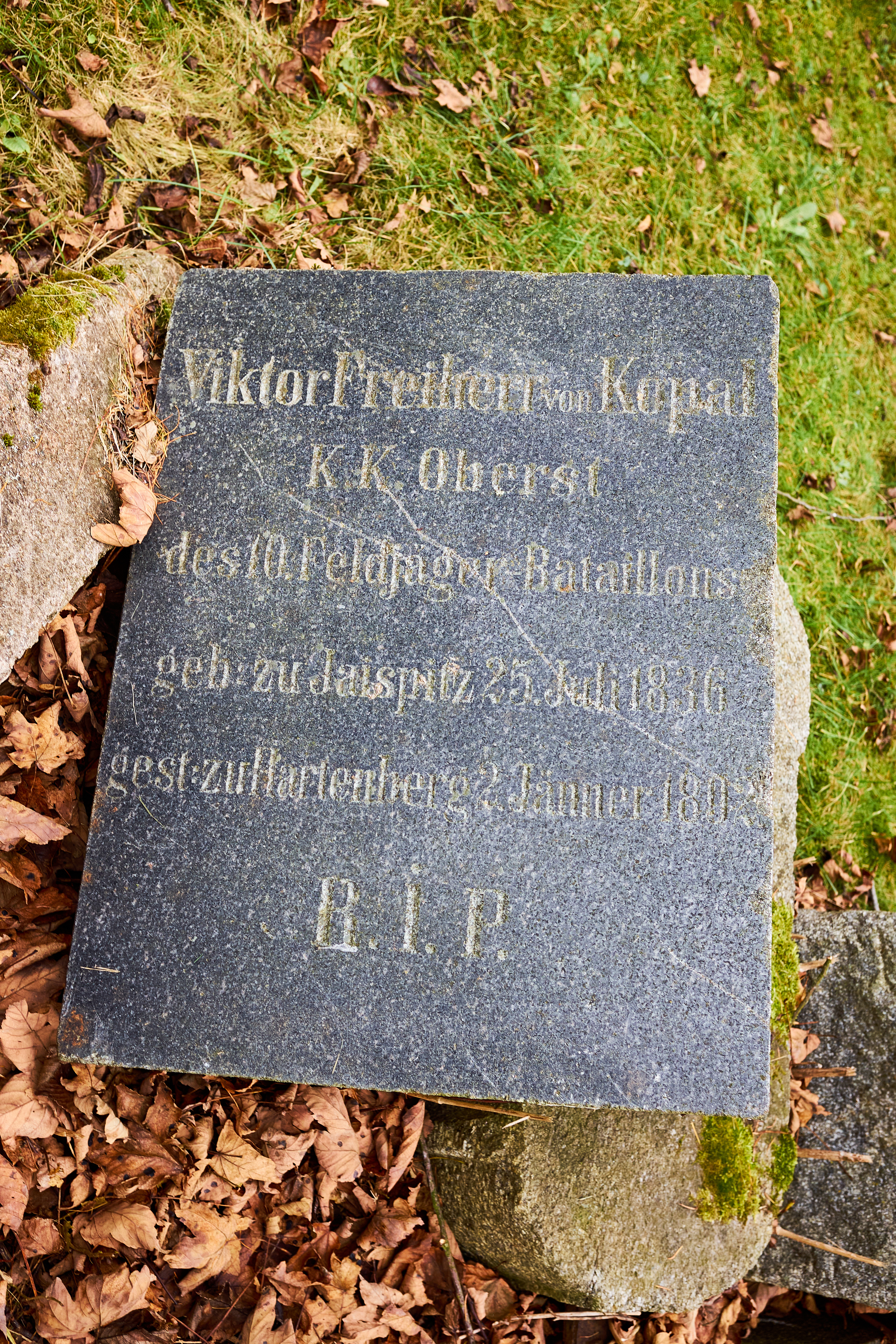
Náhrobní kámen na hřbitově v Kostelní Bříze

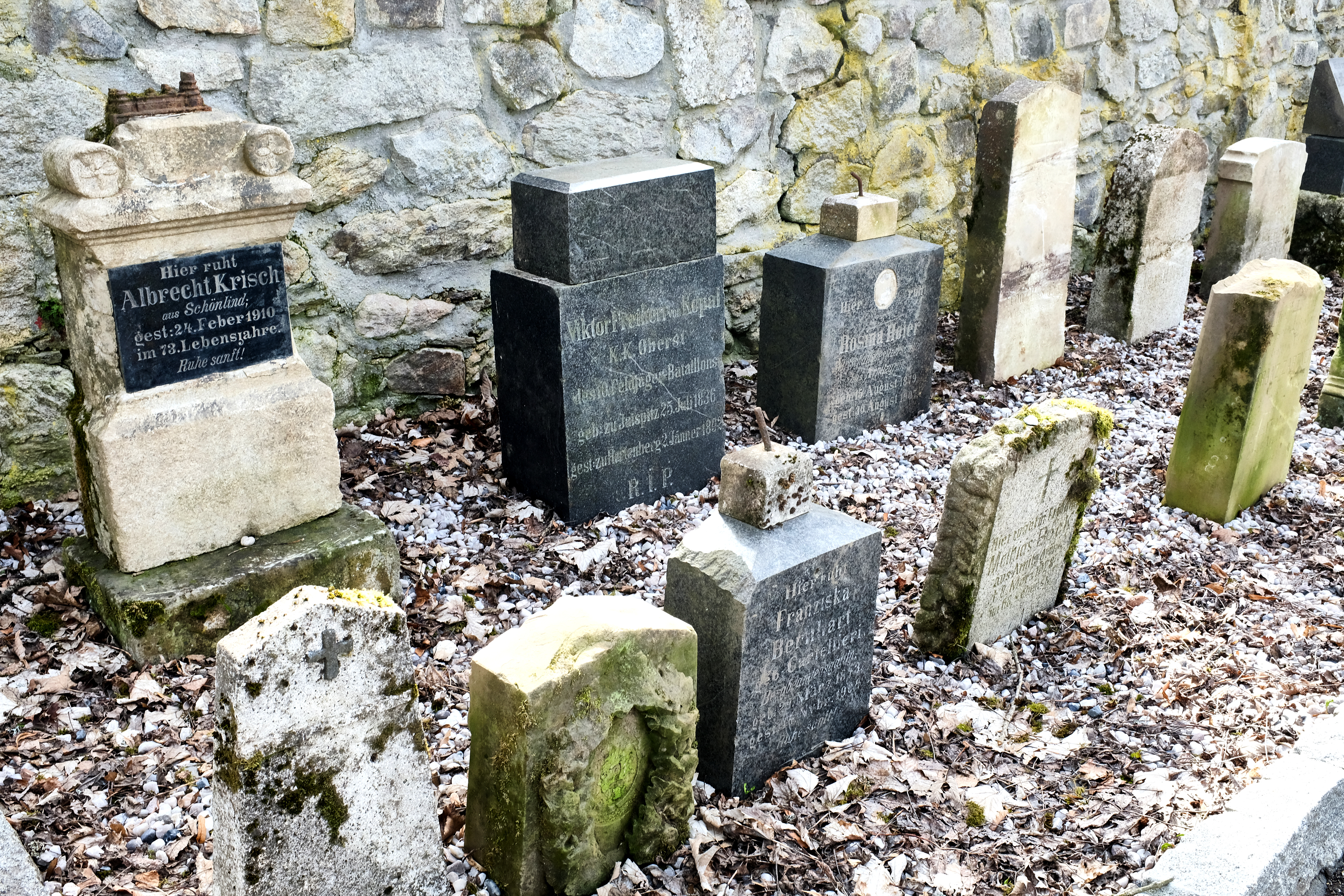
Postavený náhrobek Viktora Kopala

Viktor Kopal (německy Victor von Kopal, 25. července 1836 Jevišovice – 2. ledna 1892 Hřebeny) byl český šlechtic, příslušník rodu Kopalů, syn Karla von Kopala a Marie Terezie von Spiegel (25. prosince 1797 Kostelní Bříza – 5. září 1846 Kostelní Bříza). Byl bratrem c. k. generálmajora Karla Kopala, c. k. nadporučíka Roberta Kopala, Viktoríny Brand a Arnoštky Henn a otcem Františky Kopalové. Užíval šlechtický titul baron.

## Život

### Mládí
Dne 24. dubna 1846 byl jeho otec Karel Kopal jmenován plukovníkem a velitelem 10. praporu polních myslivců se základnou v Miláně. Začátkem roku 1846 se Viktorova matka musela ze zdravotních důvodů vrátit do rodného města, Kostelní Břízy. Spolu s ní cestovali Viktorovi sourozenci Viktorína, Arnoštka a Robert. Zde v rodinném sídle na zámku v Kostelní Bříze Marie Terezie v průběhu roku 1846 zemřela. Starší bratr Karel vstoupil v této době na Vojenskou akademii ve Vídeňském Novém Městě. Viktor zůstal se svým otcem v Itálii. Během březnového pochodu z Varese do Milána v roce 1848 musel z bezpečnostních důvodů zůstat v Saronnu. Poté, co se Kopalův prapor s armádou stáhl směrem k Veroně, byl 12letý Viktor rebely unesen do Milána. Koncem dubna 1848, pravděpodobně poté, co za něj jeho otec zaplatil výkupné, mohl s falešnými doklady uprchnout k rodině do českých zemí. Dne 21. září 1848 se stejně jako jeho starší bratr zapsal na Vojenskou akademii ve Vídeňském Novém Městě.

### Povýšení do šlechtického stavu
Dne 27. listopadu 1848 byl Viktorův otec za rozhodující podíl na vítězství u Vicenzy jmenován in memoriam rytířem Řádu Marie Terezie. Na základě císařského diplomu z 11. ledna 1852 byl Viktor spolu s dalšími členy rodiny povýšen do stavu svobodných pánů (baronů).

### Slavnostní odhalení Kopalova památníku ve Znojmě
Spolu s významnými osobnostmi Znojma a celé Moravy, s přáteli a spolubojovníky Karla von Kopala, se 16. října 1853 účastnil slavnostního odhalení empírového památníku vztyčeného na počest otce. Památník a posléze i celé náměstí byly pojmenovány po plukovníkovi Karlu von Kopalovi.

### Vojenská kariéra
Z vojenské akademie byl vyřazen v roce 1855. Dne 21. června 1859 byl povýšen na nadporučíka, 15. září téhož roku byl přesunut k 10. praporu polních myslivců. Dne 1. srpna 1866 byl povýšen na setníka 2. třídy a 1. listopadu 1871 na setníka 1. třídy. Dne 12. prosince 1878 byl jmenován křídelním pobočníkem u generálního inspektora Rakousko-uherské armády polního maršála arcivévody Albrechta. Dne 1. května 1879 byl povýšen na majora a 1. listopadu 1883 na podplukovníka. Dne 17. března 1884 převzal velení nad 10. praporem polních myslivců. V roce 1885 byl zmíněn jako podplukovník 10. praporu polních myslivců v posádce Hainburg. Dne 1. května 1887 byl povýšen na plukovníka, 1. listopadu téhož roku odešel do výslužby.

### Panství Hřebeny a Josefov
Viktor se 9. září 1882 na Hřebenech oženil s Marií Henn von Henneberg-Spiegel, dědičkou velkostatku a zámku Hřebeny v západních Čechách. Panství Hřebeny (zahrnovalo mimo jiného Hrzín, Krajkovou, Lesnou, Lomničku a Nový Dvůr) a Josefov se tak dostalo do vlastnictví rodu Kopalů. Měli spolu dceru Františku, která byla poslední šlechtickou majitelkou panství.

### Hasičský sbor v Hrádku u Sušice
V září roku 1889 byl v Hrádku ustaven Řád hasební, v říjnu 1890 byl zřízen hasičský sbor. Jedním z 6 zakládajících členů byl Viktor Kopal.

### Panství Kostelní Bříza
Panství Kostelní Bříza bylo přes jeho matku, manželku a sestru Arnoštku provázáno s rodem Kopalů. Viktor Kopal byl v roce 1892 pohřben na místním hřbitově.

## Vyznamenání
- Řád železné koruny – III. třída s válečnými dekoracemi, udělen 30. června 1859 za mimořádně statečný výkon v bitvě u Palestra
- Řád rumunské hvězdy – III. třída s meči, udělen 3. října 1879[16]
- Řád Karla III. – IV. třída, udělen 3. října 1883[4]